# Apache: Air Assault
Apache: Air Assault — компьютерная игра в жанре авиасимулятора боевого вертолёта, разработанная российской компанией Gaijin Entertainment и изданная Activision Blizzard. Игра вышла 16 ноября 2010 года для персональных компьютеров под управлением Microsoft Windows и игровых консолей Xbox 360 и PlayStation 3. В «Apache: Air Assault» игроку предстоит пилотировать несколько модификаций американского боевого вертолёта AH-64 Apache. Основной целью большинства игровых миссий является борьба с терроризмом, проходящая в разных уголках Земли.
«Apache: Air Assault» содержит многопользовательский режим игры, причём поддерживаются как локальный мультиплеер на одной приставке, так и сетевой мультиплеер через локальную сеть или Интернет. В локальном мультиплеере два игрока могут играть на одной консоли, управляя пилотом и стрелком вертолёта. Сетевой мультиплеер содержит лишь кооперативный режим. До четырёх игроков могут совместно проходить игровые миссии, при этом каждому игроку полагается отдельный вертолёт.

## Музыка
Для «Apache: Air Assault» специально была написана игровая музыка, композитором которой стал финский композитор Пану Аалтио (англ. Panu Aaltio). Согласно Павлу Стебакову, саунд-продюсеру «Apache: Air Assault» и руководителю подразделения Gaijin Sound, он познакомился с Аалтио через Интернет в 2008 году и с тех пор у разработчика присутствовало желание использовать музыку Аалтио в своих проектах. Пану Аалтио ранее был известен как композитор музыки к нескольким финским кинофильмам, таким как «The Home of Dark Butterflies», «Сауна» и некоторым другим, а также как участник демосцены под псевдонимом Firestorm.
При создании саундтрека запись скрипок и меди происходила в американском городе Сиэтл на студии Studio X в исполнении симфонического оркестра Northwest Sinfonia. При этом сведение и мастеринг делался в Финляндии на студии Finnvox Studios. В итоге по стилистике саундтрек к «Apache: Air Assault» представляет собой смесь современной классики с синтетическими и ударными вкраплениями и с элементами этники в отдельных местах.
Отдельно саундтрек выпущен не был и присутствует только в игре.

## Отзывы
| Сводный рейтинг | Сводный рейтинг | Сводный рейтинг |
| Издание         | Оценка          | Оценка          |
| Издание         | PS3             | Xbox 360        |
| --------------- | --------------- | --------------- |
| GameRankings    | 70,73 %         | 70,86 %         |

Сайт IGN.com довольно положительно оценил игру. Журналист заметил, что вследствие своей хардкорности игра не будет иметь большой аудитории, однако любителям реалистичных симуляторов она определённо понравится. Положительно были оценены графика и звук вместе с музыкой, игровое меню и геймплей. В итоге игра получила 7,5 баллов из 10 возможных со статусом «Good» (хорошо).
Сайт GameSpot также довольно положительно оценил игру, поставив ей аналогичную оценку в 7,5 баллов из 10 возможных со статусом «Good». Положительно были оценены изменение уровня сложности в соответствии с навыками игрока, большое разнообразие различных игровых режимов и кооперативный режим. Также были положительно оценены качество детализации, точность и реалистичность моделей вертолётов, их характеристик и особенностей управления. Вместе с тем, довольно отрицательно были оценены сюжет и сеттинг, которые ничем не выделяют себя, являются абсолютно безвкусными и служат лишь игровым фоном. Также отрицательно был оценен обучающий режим: журналисты посчитали, что для такого реалистичного симулятора обучение должно быть более длинным и детальным.
Российский игровой сайт MGnews.ru оценил игру весьма хорошо. Журналисты описали геймплей как довольно динамичный и разнообразный, а также в меру тяжелый даже на аркадном режиме. Реалистичные режимы управления вертолётом были оценены очень хорошо: обозреватели похвалили реалистичность моделирования процесса управления вертолётом, физику полёта, необходимость учёта множества факторов при ведении воздушного боя и много других мелочей. Рецензенты заявили, что графика в игре находится на довольно посредственном уровне, за исключением очень тщательно и качественно проработанной модели вертолёта AH-64 Apache, которым управляет игрок. Отдельно была отмечена разнообразная, динамичная и отлично вписывающаяся в геймплей внутриигровая музыка. В итоге журналисты назвали «Apache: Air Assault» лучшим реалистичным вертолётным симулятором на момент рецензии.